# Layout-engine
Een layout-engine, render-engine, rendering engine of opmaak-engine is software die webinformatie met toepassing van opmaakinformatie weergeeft op het beeldscherm van een computer. De webinformatie bestaat meestal uit afbeeldingen in de bestandsformaten PNG, GIF en JPG, en tekstdocumenten opgemaakt volgens HTML- en XML-structuren. De opmaakinformatie bevat meestal CSS- en XSL-bestanden.

## Gebruik

Gebruik van layout-engines in tussen 1994 en 2009

Een layout-engine wordt vooral gebruikt door webbrowsers, e-mailclients of andere programma's die webinformatie weergeven. De belangrijkste render-engines zijn:
- EdgeHTML, engine van Microsoft Edge.
- Gecko, gebruikt in Mozilla Firefox, Mozilla Thunderbird en andere applicaties (Miro, Songbird).
- Presto, vroeger gebruikt in Opera.
- Trident en Tasman, engines van Internet Explorer.
- KHTML/WebKit, engine van Konqueror en Safari.
- Blink, engine van Chrome en Opera.